# Гекас, Джордж
Джордж Уи́льям Ге́кас (греч. Τζορτζ Ουίλλιαμ Γκέκας, англ. George William Gekas; 14 апреля 1930, Гаррисберг, Пенсильвания, США — 16 декабря 2021, там же) — американский политик-республиканец греческого происхождения, член Палаты представителей штата Пенсильвания от округа Дофин (1967—1968) и от 103-го избирательного округа (1969—1974), член Сената штата Пенсильвания от 15-го избирательного округа (1977—1982), член Палаты представителей США от 17-го избирательного округа штата Пенсильвания (1983—2003). Лауреат Награды Перикла от Американо-греческого прогрессивного просветительского союза.

## Ранние годы
Джордж Гекас родился 14 апреля 1930 года в городе Гаррисберге (Пенсильвания, США) в семье греков.
Окончил среднюю школу имени Уильяма Пенна в Гаррисберге.
В 1952 году окончил Дикинсон-колледж со степенью бакалавра, где он был членом братства «Сигма Альфа Эпсилон» (ΣΑΕ).
В 1953—1955 гг. служил в сухопутных войсках США.
В 1958 году вновь окончил Дикинсон-колледж со степенью доктора права (J.D.).
В 1960—1966 гг., после непродолжительной частной практики, работал помощником окружного прокурора округа Дофин.

## Палата представителей и Сенат штата Пенсильвания
В 1966—1974 гг. — член Палаты представителей штата Пенсильвания от округа Дофин (1967—1968) и от 103-го избирательного округа (1969—1974). Вследствие Уотергейтского скандала, на выборах 1974 года убедительную победу одержал будущий мэр Гаррисберга Стивен Р. Рид, занявший место Гекаса.
В 1976 году, несмотря на неожиданное поражение, был избран в Сенат штата Пенсильвания, а также переизбран в 1980 году.

## Палата представителей США

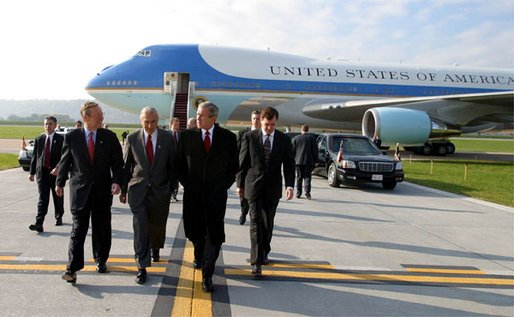
Прибытие президента США Джорджа У. Буша в аэропорт Гаррисберга, где его встречают главный прокурор штата Пенсильвания Майк Фишер (крайний слева), республиканец Джордж Гекас (в центре) и губернатор Пенсильвании Марк Швайкер (1 ноября 2002)

После переписи населения 1980 года штат Пенсильвания потерял два избирательных округа по выборам в Конгресс США вследствие очень низких темпов роста населения. Контролируемое республиканцами законодательное собрание штата сформировали новый, в значительной степени опирающийся на республиканцев города Гаррисбега избирательный округ, который предназначался для Гекаса. Последний легко победил на выборах в 1982 году и переизбирался ещё девять раз (1983—2003).
Джордж Гекас был одним из самых консервативных членов Палаты представителей США, чем вызывал к себе сильную симпатию в округе, где республиканцы доминировали на всех уровнях системы управления. Однако он отдалил от себя многих демократов и умеренных республиканцев в ареале Гаррисберг своими протоколами голосования, отсутствием стремления возвращать федеральные фонды, а также руководящей роли в стремлении усложнить получение статуса личного банкротства и сделать его менее целесообразным. И всё же, избирательный округ был сформирован таким образом, что Гекас никогда не сталкивался с какой-либо серьёзной конкуренцией во время своих первых десяти избирательных кампаний, а в 1994 году даже был избран без оппозиции.
В 1999 году участвовал в заседании Сената США по делу об импичменте Билла Клинтона.

### Участие в комитетах
- Юридический комитет;
  - Подкомитет по вопросам иммиграции, пограничному контролю и искам (председатель);
  - Подкомитет по вопросам коммерческого и административного права (член, председатель);
- Комитет по сельскому хозяйству;
  - Подкомитет по особым (редким) культурам.